# Corredor Netzarim

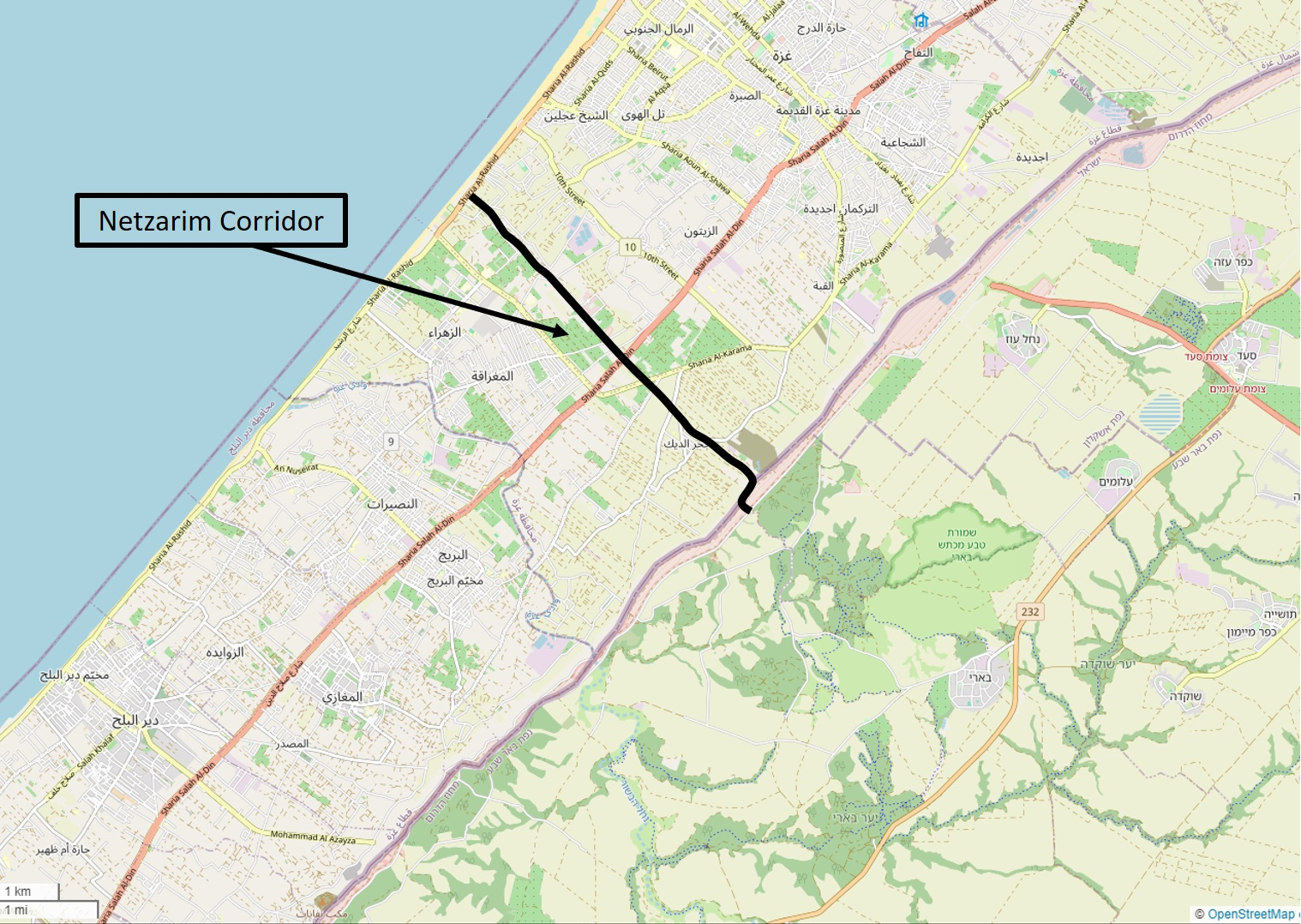
Ubicación aproximada del Corredor Netzarim, desde la frontera entre Gaza e Israel hasta el mar Mediterráneo. El ancho del corredor es aproximadamente de 4 km.

El corredor Netzarim (en hebreo: מסדרון נצרים) es una zona de ocupación que Israel ha establecido en la Franja de Gaza durante la guerra entre Israel y Gaza de 2023-24. El corredor divide la Franja en una zona al norte, donde está la ciudad de Gaza, y otra al sur. Según el Instituto para el Estudio de la Guerra, en julio de 2024 Israel aumentó el ancho del corredor de dos a cuatro kilómetros. El corredor recibe su nombre de un antiguo asentamiento israelí que se encontraba en el terreno por el que pasa.

## Historia

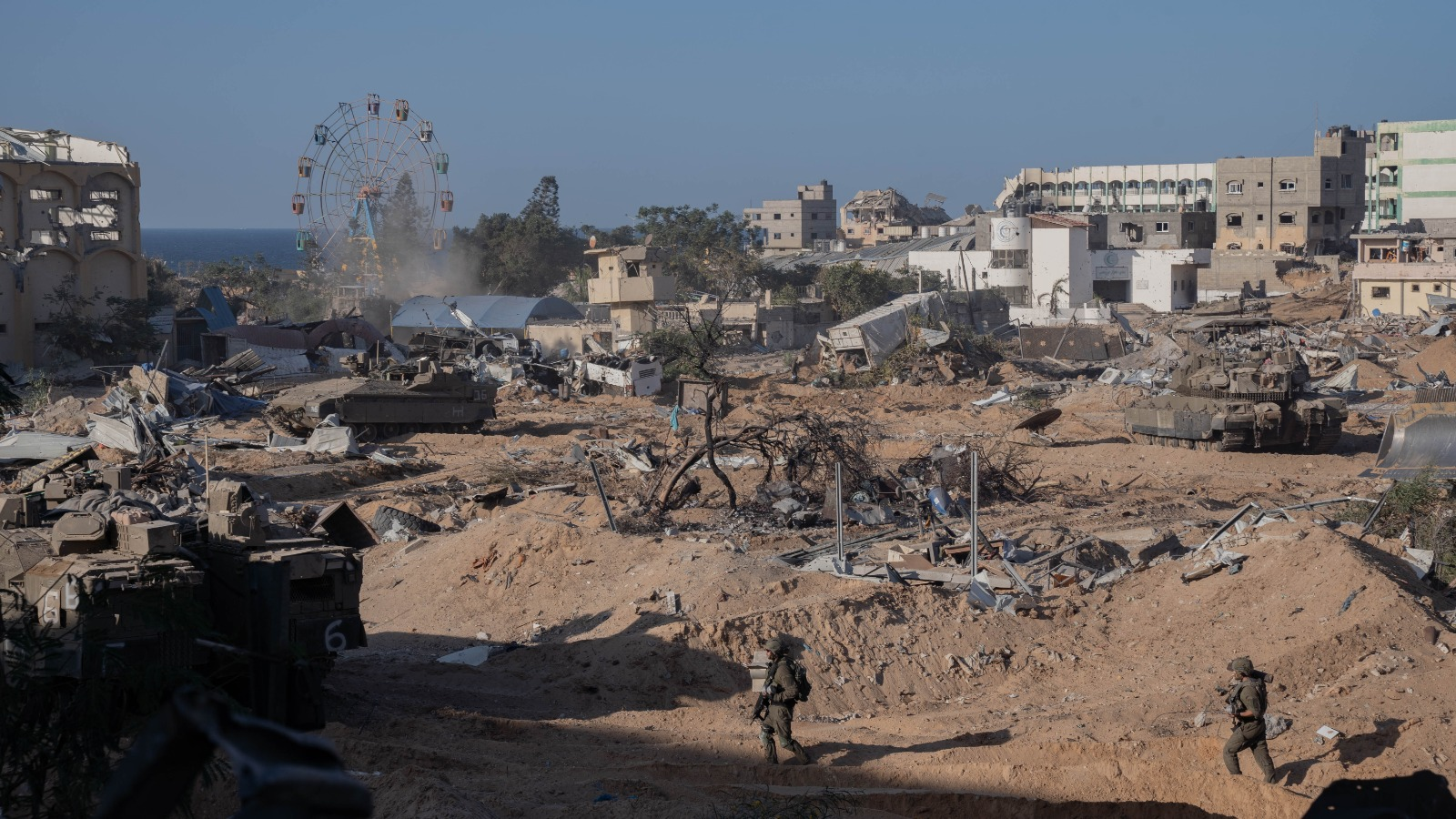
El ejército israelí destruye las viviendas gazatíes para construir el corredor de Netzarim, el 7 de noviembre de 2023.

Israel invadió la Franja de Gaza el 27 de octubre de 2023 como respuesta al ataque de Hamás veinte días antes. El 31 de octubre de 2023, se confirmó que las tropas del ejército israelí habían entrado en la zona del antiguo asentamiento de Netzarim. El 6 de noviembre, las excavadoras israelíes habían «abierto un camino informal y sinuoso» a través de la Franja de Gaza que llegaba hasta la costa. El 24 de noviembre se informó de que el ejército israelí «continuaría con los movimientos logísticos en el eje Netzarim y en la carretera costera del norte de la Franja de Gaza».
Unas imágenes vía satélite del 6 de marzo de 2024 demostraron que se había construido una carretera parcialmente pavimentada de unos 6,5 km de largo, denominada Ruta 749, dentro del propio corredor. La carretera se extiende desde la frontera entre Gaza e Israel hasta el mar Mediterráneo. Aproximadamente 2 kilómetros de la carretera están formados por pavimento que ya existía antes de la guerra, y que Israel expandió para partir en dos la Franja. El ejército israelí también ha reparado partes que habían sido destruidas por sus propios vehículos blindados y las han reforzado con múltiples carriles para varios tipos de vehículos militares. Otras imágenes vía satélite del 24 de mayo de 2024 mostraban que se habían pavimentado caminos de grava hasta la intersección con la carretera de Saladino.
El ejército israelí considera que este corredor es esencial para llevar a cabo incursiones en el norte y el centro de la Franja de Gaza, así como para canalizar de forma segura la ayuda humanitaria a la región.
 

El 17 de agosto de 2024, dos soldados israelíes murieron en el corredor Netzarim en una emboscada de Hamás que se inició con una bomba al borde de la carretera y siguió con disparos de sus milicianos contra el convoy.

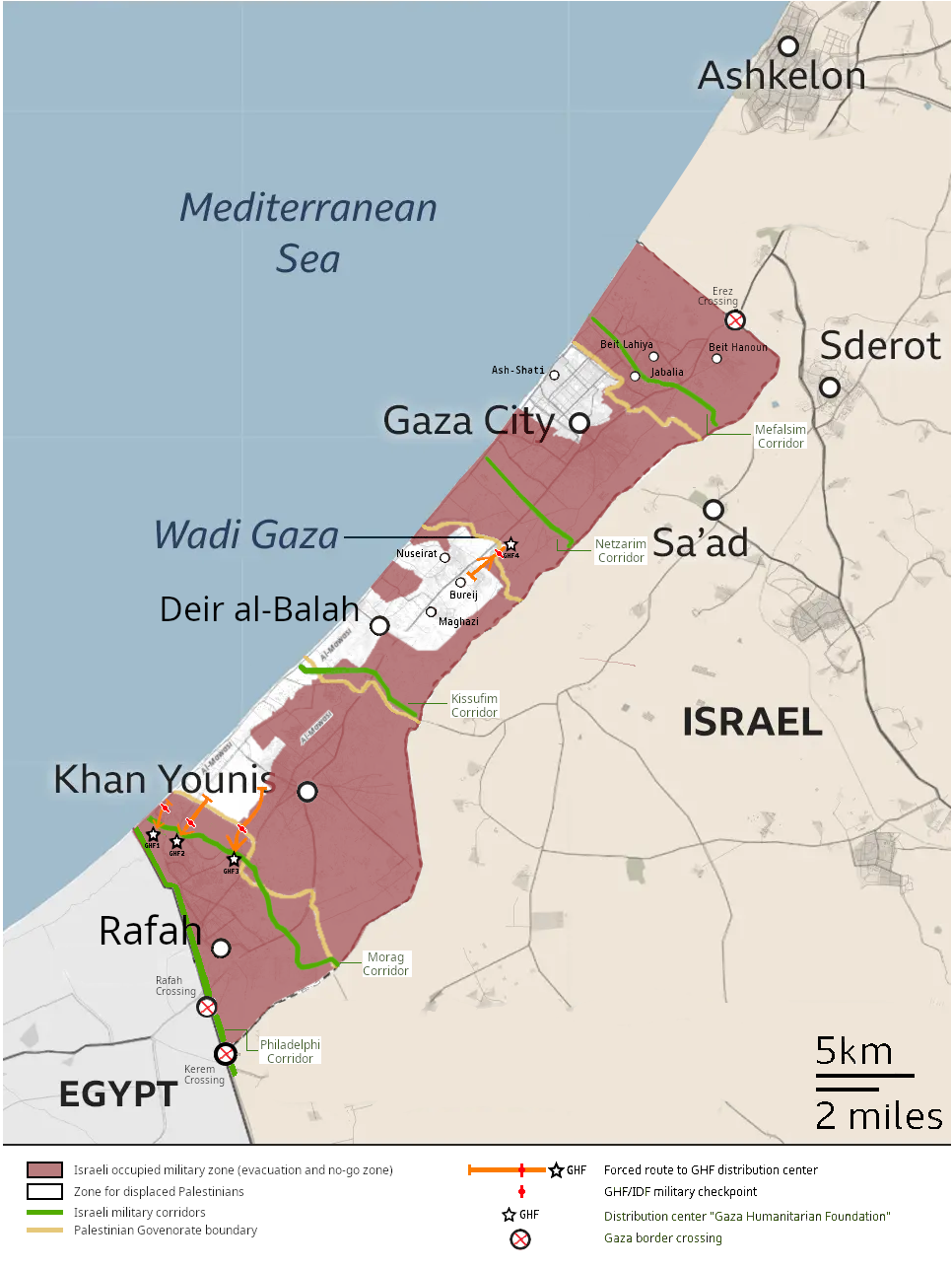
Mapa con todos los corredores en verde.

El 9 de febrero de 2025, conforme a lo acordado para la primera fase del alto el fuego entre las distintas facciones palestinas e Israel, las tropas israelíes se retiraron por completo del corredor Netzarim. El 18 de marzo, tras lanzar ataques en toda la Franja que causaron más de 400 muertos y pusieron fin al alto el fuego, las FDI iniciaron una operación en el centro de la Franja a fin de crear una «zona de seguridad parcial» y retomar el corredor de Netzarim. El 19 de marzo, las fuerzas israelíes retomaron la parte central del corredor.
El 25 de mayo de 2025, la Fundación Humanitaria de Gaza estableció un centro de distribución de alimentos en el corredor de Netzarim, junto con otros tres en el sur de la Franja.

### Crímenes de guerra
La ONG Euro-Mediterranean Human Rights Monitor afirma que el corredor es «una trampa para detener y matar a los palestinos que huyen de la violencia israelí». Un informe del diario israelí Haaretz de diciembre de 2024 exponía que el corredor Netzarim se había convertido en una zona sin ley en la que el ejército israelí disparaba a matar a cualquiera que se adentrase más allá de una línea imaginaria, incluso si eran niños, ancianos o enfermos, y los contabilizaba a todos como terroristas. Un comandante de la 252.º División explicaba al diario que «tras matarlos, nadie recoge los cuerpos, lo que atrae a jaurías de perros que vienen a comérselos. En Gaza, la gente sabe que allá donde vean esos perros, allí es a donde no deben ir». Otro soldado declaró que de doscientos cadáveres, solo diez eran miembros confirmados de Hamás. En una entrevista con Sky News, un soldado israelí confirmó que «tenemos un territorio en el que estamos y las órdenes son: todo el que entre tiene que morir. Si están dentro, son peligrosos, tienes que matarlos. No importa quien sea». Cualquier civil que ponga un pie en el corredor es considerado inmediatamente «terrorista» y abatido.